# Seznam italských torpédoborců

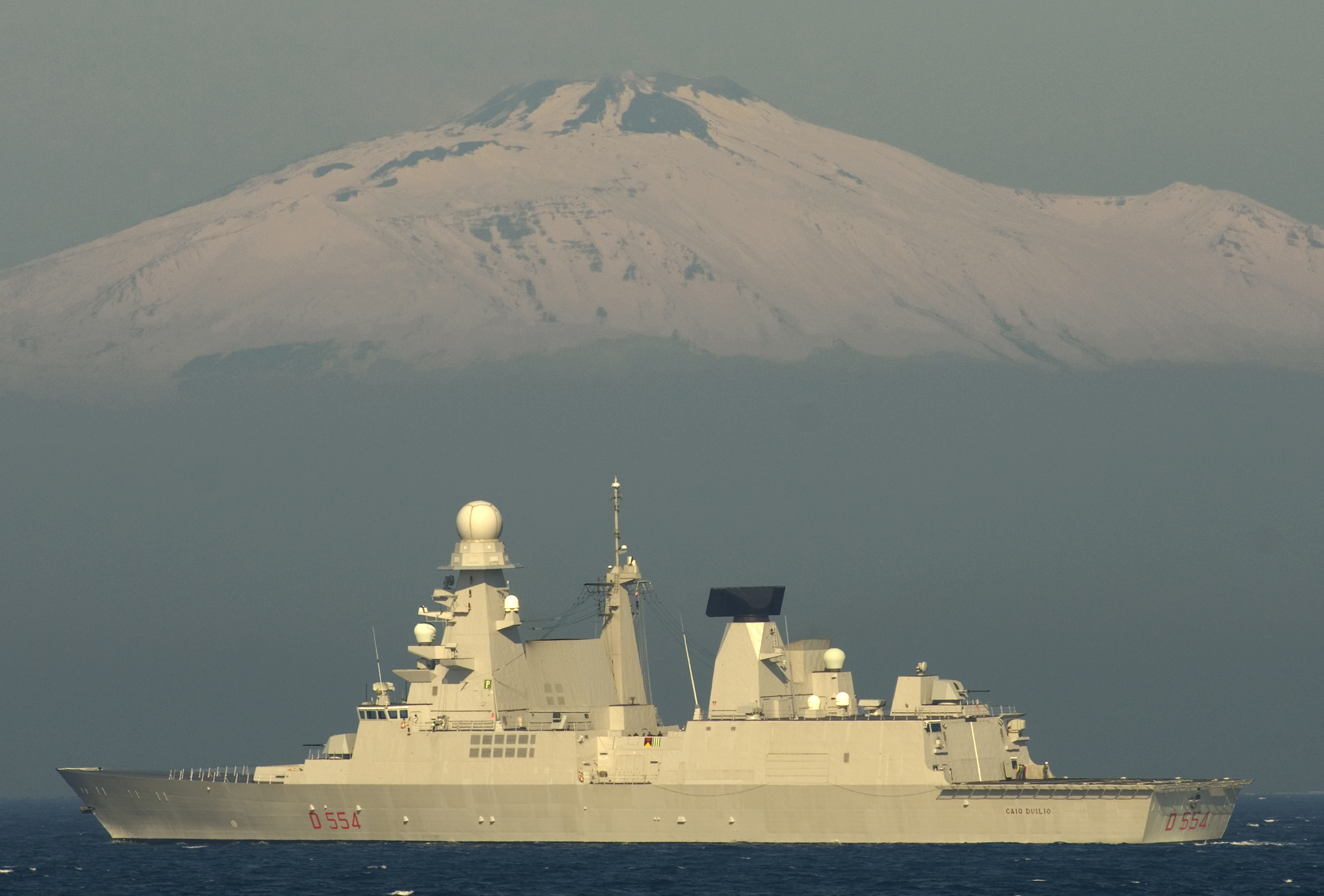
Caio Duilio

Seznam italských torpédoborců zahrnuje torpédoborce postavené pro Italské královské námořnictvo a Italské námořnictvo. Za lodě stavěné v sérii je uvedena celá třída.

## První světová válka
- Fulmine
- Třída Lampo
- Třída Nembo
- Třída Soldato
- Třída Indomito
- Třída Ardito
- Třída Audace
- Třída Rosolino Pilo
- Třída Alessandro Poerio

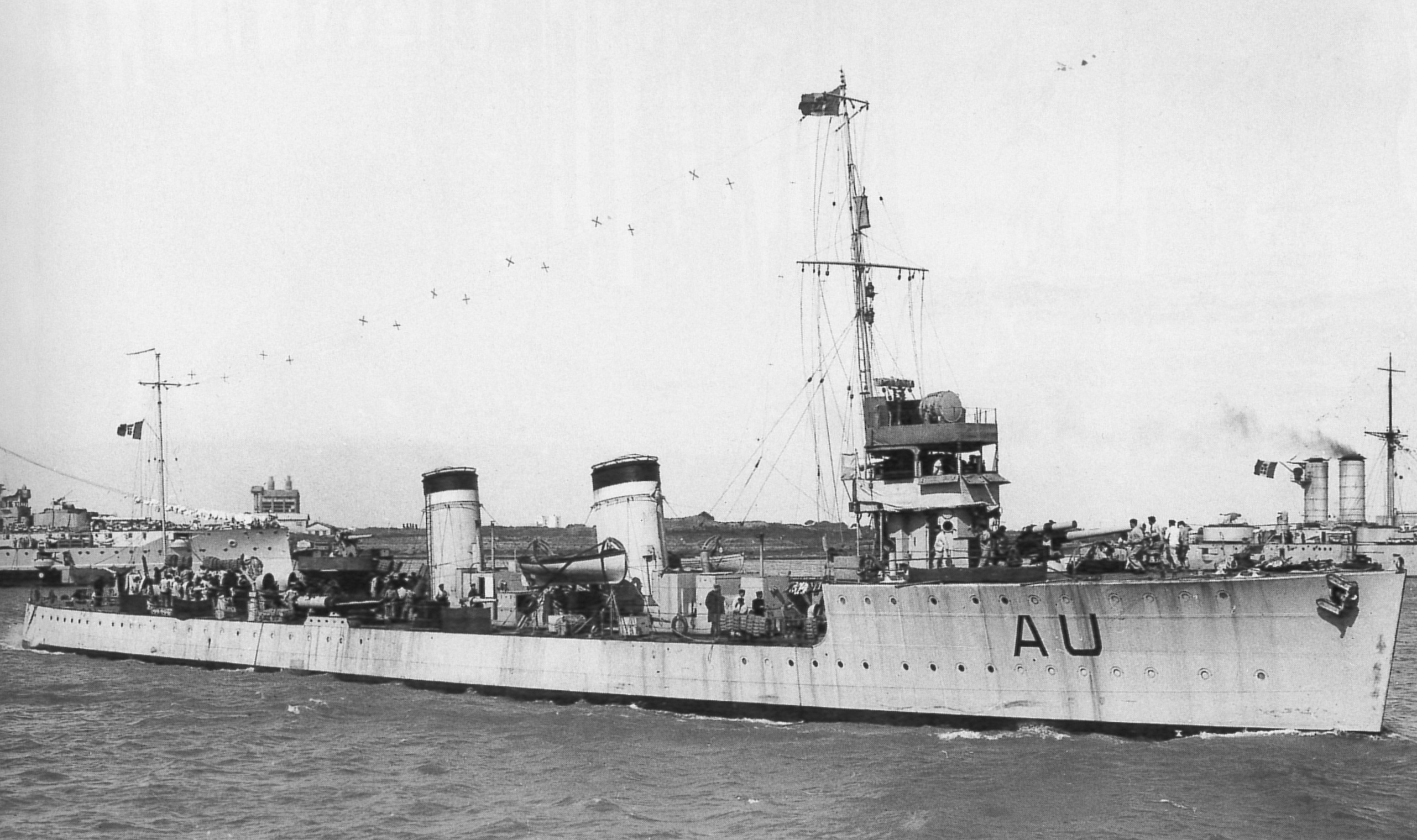
Audace

- Třída Aquila – Rozestavěny pro Rumunsko, roku 1915 zabaveny, po válce vráceny Rumunsku jako třída Mărăşti.
- Třída La Masa
- Třída Giuseppe Sirtori
- Třída Mirabello
- Audace – Japonská třída Urakaze.

## Druhá světová válka

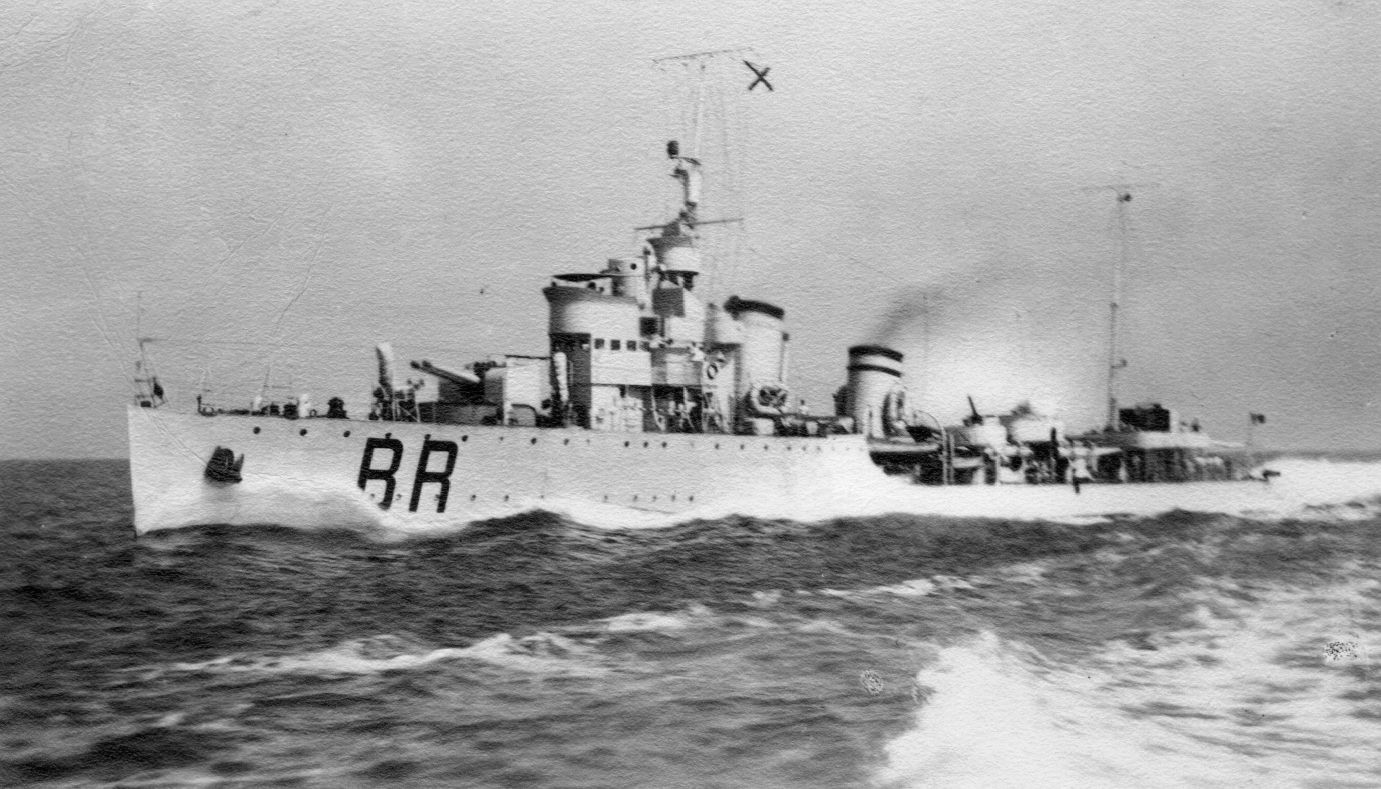
Borea třídy Turbine

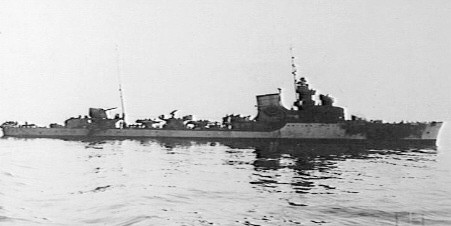
Artigliere třídy Soldati

- Třída Palestro
- Třída Generali
- Třída Curtatone
- Třída Leone
- Třída Sella
- Třída Sauro
- Třída Turbine
- Třída Navigatori
- Třída Freccia
- Třída Folgore
- Třída Maestrale
- Třída Oriani
- Třída Soldati
- Třída Comandanti Medaglie d'Oro

## Kořist z druhé světové války

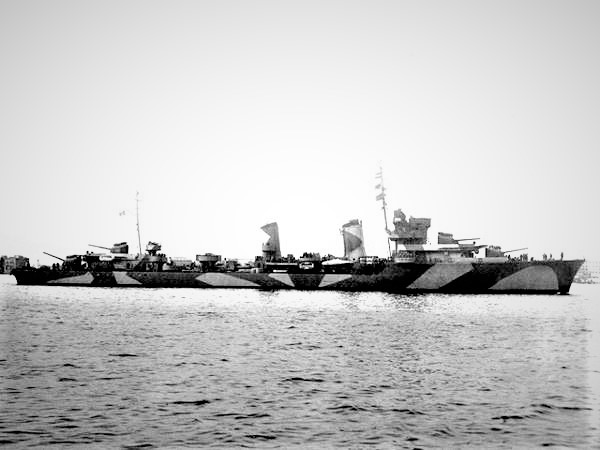
Premuda (ex Dubrovnik)

- Premuda – Jugoslávský torpédoborec Dubrovnik.
- Sebenico – Jugoslávský torpédoborec třídy Beograd Beograd.
- Lubiana – Jugoslávský torpédoborec třídy Beograd Ljubljana.
- FR 22 – Francouzský torpédoborec třídy Chacal Panthére.
- FR 21 – Francouzský torpédoborec třídy Guépard Lion.
- FR 24 – Francouzský torpédoborec třídy Guépard Valmy.
- FR 31 – Francouzský torpédoborec třídy Bourrasque Trombe.

## Studená válka

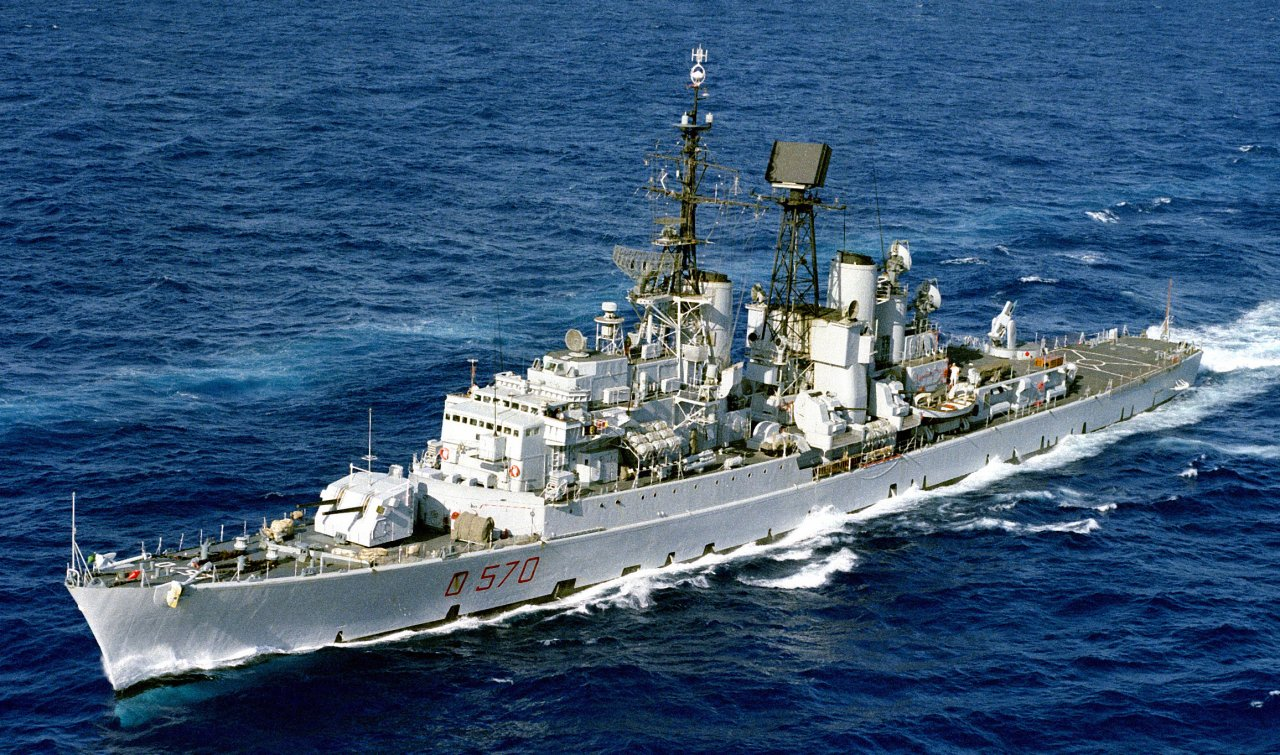
Impavido

- Artigliere – Americký torpédoborec třídy Benson USS Woodworth.
- Aviere – Americký torpédoborec třídy Gleaves USS Woodworth.
- Třída Impetuoso
- Třída Impavido

- Fante – Americký torpédoborec třídy Fletcher USS Walker.
- Geniere – Americký torpédoborec třídy Fletcher USS Prichett.
- Lanciere – Americký torpédoborec třídy Fletcher USS Taylor.

- Třída Audace
- Třída Durand de la Penne
- Třída Horizon